# Nick Civetta
Pas d'image ? Cliquez ici

a Compétitions nationales et continentales officielles uniquement.

b Matchs officiels uniquement.
Dernière mise à jour le 23 avril  2021.
Nick Civetta, né le 5 novembre 1989 à White Plains, est un joueur italo-américain de rugby à XV. 

## Biographie
Nick Civetta commence le sport en pratiquant le football américain et la lutte au sein du lycée de Scarsdale. En 2007, il entre à l'Université de Notre-Dame-du-Lac, où il suit un Bachelor of Science en ingénierie civile. C'est là qu'il débute le rugby, âgé de 18 ans. Il obtient rapidement un succès sportif, devenant notamment All-American.
Après l'obtention de son bachelor, il traverse les États-Unis pour intégrer l'Université de Californie à Berkeley, où il suit  un Master of Science en Géotechnique. Rugbystiquement parlant, il intègre le San Francisco Golden Gate RFC qui évolue en US Super Rugby League, le plus haut niveau américain. Après l'obtention de son diplôme, il retourne dans son région d'origine et intègre le New York Athletic Club, dans le championnat américain alors renommé Elite Cup.
Binational italien, il décide de traverser l'Océan Atlantique pour devenir rugbyman professionnel, et intègre les rangs de la Lazio, en Eccellenza. Après une première saison où il s'installe comme un titulaire, il quitte la Lazio pour rejoindre le Rugby Viadana, club italien de premier plan. Sa saison est compliquée, avec un temps de jeu limité (seulement 9 rencontres disputées, dont 6 en tant que titulaire), il descend d'un échelon. Il rejoint le RC I Medicei, en Serie A.
Là, il est repéré par les Newcastle Falcons, club de Premiership, qui le signent pour deux saisons. Bien que peu utilisé par le club, il est sélectionné avec les États-Unis pour la tournée d'automne 2016. Il affronte d'abord, dans un match non officiel, les Māori, puis obtient sa première sélection officielle face à la Roumanie. En club, il joue surtout avec la réserve de Newcastle, et est envoyé en prêt à Doncaster en Championship pour sa deuxième saison. Souhaitant disposer d'un maximum de temps de jeu avant la Coupe du monde, il signe un contrat permanent avec Doncaster à l'intersaison de 2018.
Il dispute alors 15 rencontres (dont 14 en tant que titulaire), et figure logiquement dans le groupe pour le mondial au Japon. Il y dispute trois matchs, notamment titularisé face à l'Angleterre et la France. 
Au lendemain du mondial, il rejoint le RC Vannes en tant que joker médical. L'entraîneur de Vannes, Jean-Noël Spitzer, le décrit comme « rassurant, dans le sens où c’est un joueur qui a un peu d’expérience, qui est intelligent, qui a un profil de sauteur ». Apprécié, il dispute 15 rencontres dont 10 en tant que titulaire. 
Mais à la fin de la saison, il souhaite reprendre ses études. Il rejoint la prestigieuse Université d'Oxford, où il suit à temps partiel un Master of Science Degree in Energy Systems. Il représente aussi l'université en rugby, et souhaite disputer le prestigieux Varsity Match, opposant Oxford à Cambridge. 
En 2021, il est contacté par Vannes pour revenir en tant que joker médical, mais il s'est déjà engagé avec le Rugby United New York en Major League Rugby.

## Statistiques

### En sélection à XV
| Année | Compétition                       | Matchs | Points | Essais | Transf. | Drops | Pénal. |
| ----- | --------------------------------- | ------ | ------ | ------ | ------- | ----- | ------ |
| 2016  | Tests                             | 2      | -      | -      | -       | -     | -      |
| 2017  | ARC                               | 3      | -      | -      | -       | -     | -      |
| 2017  | Tests                             | 3      | 5      | 1      | -       | -     | -      |
| 2017  | Qualification à la coupe du monde | 2      | 10     | 2      | -       | -     | -      |
| 2018  | ARC                               | 2      | -      | -      | -       | -     | -      |
| 2018  | Tests                             | 6      | -      | -      | -       | -     | -      |
| 2019  | ARC                               | 4      | 5      | 1      | -       | -     | -      |
| 2019  | Coupe des nations du Pacifique    | 1      | -      | -      | -       | -     | -      |
| 2019  | Coupe du monde                    | 3      | -      | -      | -       | -     | -      |
| Total | Total                             | 26     | 20     | 4      | -       | -     | -      |

| Essai | Adversaire | Lieu                              | Compétition                            | Date           | Résultat | Score |
| ----- | ---------- | --------------------------------- | -------------------------------------- | -------------- | -------- | ----- |
| 1     | Irlande    | Red Bull Arena, Harrison          | Test                                   | 10 juin 2017   | Défaite  | 19-55 |
| 2     | Canada     | Stade Tim Hortons, Hamilton       | Qualification à la coupe du monde 2019 | 24 juin 2017   | Nul      | 28-28 |
| 1     | Chili      | Stade Santiago Bueras (es), Maipú | ARC 2019                               | 2 février 2019 | Victoire | 8-71  |